# Аустријско-српско културно друштво „Вилхелмина Мина Караџић”
Аустријско-српско културно друштво „Вилхелмина Мина Караџић“ основано је 30. октобра 2019. године у Бечу. Оснивач и председник Друштва је проф. Светлана Матић, књижевница и професор матерњег језика из Беча. Друштво је од марта 2020. године редовни члан Заједнице српских клубова у Бечу, кровне организације која окупља српске културне и спортске организације у граду и покрајини Беч. 

## Циљеви друштва
АСКД "Мина Караџић" у свом Статуту има следеће циљеве:
- изградња мостова сарадње и културе између Србије, Аустрије и других земаља;
- обогаћивање културног живота;
- неговање комуникације;
- унапређивање и грађење културних и језичких веза између Србије, Аустрије и других земаља;
- унапређивање и неговање различитих језика;
- промовисање културних и уметничких вредности Србије и Аустрије;
- организовање предавања и састанака, излета, дискусионих вечери;
- успостављање библиотеке;
- организовање културних догађаја: читања, концерата, изложби;
- организовање радионица и семинара;
- транспарентност активности и документације;
- организовање различитих такмичења;
- спровођење истраживачких пројеката, студија;
- понуда различитих просветних и културних активности за одрасле, децу и младе;
- сећања на личност и дело аустријске и српске књижевнице, уметнице и преводиоца Вилхелмине Мине Караџић.

## Пројекти

### Постављање спомен-плоче Мини Караџић
28. јуна 2021. године откривена је спомен-плоча са ликом Вилхелмине Мине Караџић у трећем бечком округу, у улици Разумовскигасе 22. Спомен-плочу су открили Њ.Е. др Небојша Родић, амбасадор Републике Србије у Аустрији и Његово Преосвештенство епископ аустријско-швајцарски господин Андреј. На спомен плочи на немачком и српском језику, поред слике Мине Караџић, написани су њено име, година рођења и смрти, као и да је била аустријско-српска сликарка и књижевница. 
Отварању су такође присуствовали и Уријах Клаус, власник објекта на коме је постављена спомен-плоча, Младен Филиповић, директор Представништва Републике Српске у Аустрији, као и Александра Психос, представница треће бечке општине. 

### Библиотека "Мина Караџић"
2021. године отворена је библиотека "Мина Караџић" у оквиру Заједнице српских клубова у Бечу. Донатори књига су, између осталих, Библиотека града Београда, са којом Друштво има уговор о сарадњи, Српско народно позориште из Новог Сада, Центар за културу Кладово, и други. 

### Културне манифестације
Друштво је од 2019-те организовало више књижевних вечери, промоција, представљања књига и изложби, од којих се могу издвојити:
- предавање проф. др Предрага Ј. Марковића “Срби - народ јединствен на свету”;
- промоција сабраних дела др Вјере Рашковић Зец;
- изложба посвећена Милораду Павићу;
- културна сарадња са Славицом Клајн и удружењем "Златна реч";
- књижевно вече посвећено Милану Радину;
- предавање о налазима римског новца на подручју централног Поморавља музејског саветника и археолога Душана С. Рашковића;
- изложба "Био једном један лаф" о Душку Радовићу, ауторке: Сара Ивковић Марковић, Виолета Ђорђевић и Олга Красић Марјановић;
- представљање књиге "Небо над Београдом – Андрић и престоница" ауторке др Жанете Ђукић  Перишић;
- представљање књиге "Мирис новца" ауторке мр Смиљане Вукићевић;
- представљање књиге "Моја љубав Никола Тесла" ауторке Ане Атанасковић;
- предавање доц. др Мине Ђурић о Вуку Караџићу;
- обележавање мисије Ћирила и Методија кроз гостовање Миодрага Јакшића и проф. Димитрија Бурага.

### Изложба о Мини Караџић
21. априла 2023. године, у Конзулату Републике Србије у Бечу, отворена је изложба о лику и делу Мине Караџић. Изложбу су дизајнирали проф. Светлана Матић и Душан Борисављевић, а свечано ју је отворио доктор Небојша Родић, амбасадор Републике Србије у Аустрији.
Изложба се састоји од осамнаест главних панела који хронолошки прате Минин живот и рад, креаираних по књизи "Певам дању, певам ноћу - писма Мини Караџић" ауторке Светлане Матић, као и шест додатних панела, на којима је Мина приказана у савременом руху, како користи интернет, мобилни телефон и рачунар. 
„Изложба о Мини Караџић је круна мог досадашњег рада на пољу очувања српског језика, ћирилице и нашег културног и националног идентитета у расејању. Захваљујем се дизајнеру Душану Борисављевићу, који је својом креативношћу, ову изложбу учинио доступном љубитељима културе. Надам се да ће ускоро ова изложба бити доступна и на немачком језику", изјавила је тада Светлана Матић.
Након Беча, изложба је отворена 17. јула у Библиотеци града Београда, у галерији "Атријум", уз присуство Јасмине Нинков, директорке Библиотеке, Биље Крстић и ансамбла "Бистрик", Радмиле Сатарић, књижевнице, проф. др Миљка Сатарића, академика САНУ, и других.
Након Београда, изложба је отворена 14. августа у Херцег-Новом, као део ЈУК Херцег Феста. Место излагања је "Кућа нобеловца Ива Андрића".
Нови Сад је следећи град у коме је изложба гостовала, да би почетком октобра 2023. године била изложена у галерији "Круг" која је део Текелијанума. Изложба о Мини Караџић је била прва на репертоару "Месеца српске културе у Мађарској", манифестације коју организује Епархија будимска.  О изложби су, поред ауторке, говорили академски сликар Милан Ђурић, оснивач и председник Удружења младих уметника Круг, глумица Вјера Мујовић и министар Ђорђе Милићевић који је изложбу прогласио званично отвореном за посетиоце. Ауторка изложбе проф. Светлана Матић је нагласила „да нам је данас потребно јединство више него икада пре и да промовишући живот и дело Мине Караџић, жели да кроз културну дипломатију представи Европи и свету српски народ на најбољи могући начин, као што је и Вукова кћерка градила мостове културе и сарадње између српског и аустријског народа у 19. веку”. 
Након краћег излагања у Дому Вукове задужбине,  изложба је приказана у Народној библиотеци "Вук Караџић" у Крагујевцу.  Директорка Библиотеке Анђела Огњановић је похвалила труд и предани рад професорке Матић на томе да Минин лик и дело отргне од заборава, истакавши да је такав рад резултирао са више пројеката и акција које су имале велики значај за српску дијаспору у Бечу. Душан Борисављевић се захвалио присутнима и истакао да је симболика излагања у Крагујевцу тим већа, због тога што је Вук свој рад на сакупљању српске културе баштине започео баш у Шумадији, као и то је да се, због чињенице да је он из Крагујевца, ова изложба третира као завичајна у граду на Лепеници.

### "Стоглав" и "Новине србске"
На позив Аустријско-српског културног друштва „Вилхелмина Мина Караџић" у Бечу су, у просторијама Конзулата Републике Србије, 13. новембра 2023., представљени репринти „Новина србских", првих новина у Кнежевини Србији, које су се појавиле 17. јануара 1834. године у Крагујевцу и „Стоглава", који је ђакон Јоасаф написао 1743. године. 
Ове два значајна фототипска издања, поклон су Народне библиотеке „Вук Караџић" из Крагујевца, библиотеци "Мина Караџић" у Бечу. Овом значајном културном манифестацијом, дат је допринос обележавању 210 година од појављивања „Новина сербских" у царском граду. Пригодно предавање о историјату "Књигопечатње" (прве штампарије у Србији) одржале су Анђела Огњановић, директорка Народне библиотеке, и Гордана Вучковић, руководилац Завичајног фонда Библиотеке. 

## Повеља "Мина Караџић"
Друштво је установило повељу која носи име Мине Караџић и која се додељује сваке године за изузетан допринос очувању културног идентитета Срба у расејању. Досадашњи добитници повеље су: 
- Њ.Е. доктор Небојша Родић, амбасадор Републике Србије у Аустрији;
- доктор Марко Лопушина, публициста и новинар